# Гръб (плуване)
Плуване на гръб, понякога наричан кроул на гръб е стил в плуването. Има много прилики със свободния стил - ръцете загребват последователно по продължение на тялото, а краката са изпънати и се повдигат и свалят последователно. В същото време има няколко съществени различия - извършва се на гръб, не по корем, и през цялото време главата е над водата. Друга особеност е, че при състезания стартът се дава вътре във водата, а не извън нея.